# ASAP Ferg
Pour les articles homonymes, voir ASAP.
ASAP Ferg, stylisé A$AP Ferg, de son vrai nom Darold Ferguson, Jr. (né le 20 octobre 1988 à Harlem, New York), est un rappeur américain. Il est membre du collectif A$AP Mob, comme A$AP Rocky. En janvier 2013, il signe un contrat avec Polo Grounds Music et RCA, les mêmes labels ayant permis de lancer le label A$AP Worldwide lorsqu'A$AP Rocky et A$AP Yams concluent leurs deals respectifs en 2011.

## Biographie

### Débuts
Né à Harlem, Darold Ferguson grandit dans une zone notoirement connue sous le nom de Hungry Ham (Hamilton Heights). Son père Darold Ferguson Sr., possède une boutique d'imprimerie pour les maisons de disques à Harlem et imprime des logos pour Bad Boy Records, Teddy Riley, Heavy D, Bell Biv DeVoe et d'autres. Même s'il a été bercé par la musique urbaine dès son plus jeune âge, Ferg est surtout intéressé par la mode. Inspiré par son père, qui est décédé d'une insuffisance rénale, Ferg lance sa propre lignes de vêtements et de bijoux. Il fréquente également une école d'art à New York. Sa marque est portée par des gens comme Chris Brown, Swizz Beatz et Diggy Simmons.
Finalement, il commence à faire de la musique grâce à son ami Rakim, connu sous le nom d'A$AP Rocky. Il explique lors d'une interview avec le magazine Complex : « Je suis passé de la peinture à la confection de vêtements, et de la confection de vêtements au rap. Je me donne toujours à 100 % dans tout ce que je fais. Peu importe ce que c'est, je veux que tout ce que j'entreprenne soit parfait. Le succès est la seule option. Ils m'appellent « Trap Lord » parce que ma technique de vente est irréprochable. » Amis depuis le lycée, A$AP Rocky reconnaît que Ferg a une « technique de vente irréprochable » et c'est également lui qui le pousse à continuer le rap. Plus tard, ils rejoignent le collectif hip-hop A$AP Mob et adoptent leurs pseudonymes respectifs. Depuis 2010, ils collaborent sur diverses chansons telles que Get High, Kissin' Pink et Ghetto Symphony, cette dernière étant présente sur le premier album de Rocky, Long. Live. ASAP publié en 2013.

### Trap Lord(depuis 2012)
Le premier single d'A$AP Ferg, Work, produit par Chinza and Fly, est d'abord publié sur la mixtape du collectif A$AP Mob, Lord$ Never Worry, publiée le 28 août 2012. Le clip accumule rapidement plus de deux millions de vues sur YouTube, et est classé parmi les « 50 meilleures chansons de 2012 » par le magazine Complex.
En janvier 2013, il annonce Trap Lord comme titre de son premier album studio. Lorsqu'il s'agit de son premier album, Ferg déclare : « J'espère que les gens prendront le bon et le mauvais côté de ce que je vais dire, j'ai vu tellement de choses dans ma vie, il y a même eu des fois où j'ai dû esquiver des balles lors d'un match de basket-ball. J'ai souffert de dépression, j'ai triomphé de tout ça. J'ai connu la haine et l'amour. J'ai appris à être indépendant. J'ai commencé d'en bas, et maintenant je veux aller vers le haut. » Le 10 janvier 2013, il est annoncé qu'il avait signé un contrat d'enregistrement avec RCA Records et Polo Grounds. Le 14 janvier 2013, A$AP Ferg publie le remix de Work, mettant en vedette les rappeurs A$AP Rocky, Schoolboy Q, French Montana et Trinidad James. Le 2 juin 2013, A$AP Ferg révèle que l'album Trap Lord comprend des featurings de groupes légendaires tels que Bone Thugs-N-Harmony ou Onyx et annonce sa sortie pour le 20 août 2013.
Le 25 février 2015, Ferg publie la vidéo de Dope Walk, un titre extrait de sa mixtape Ferg Forever  publiée en 2014. La vidéo fait participer le mannequin Cara Delevingne et d'autres célébrités comme Kris Jenner, Kanye West, Diddy, Alexander Wang, Russell Simmons, Justin Bieber, Beyoncé, Rihanna, ASAP Rocky, Jeremy Scott, Les Twins, et Haim,.

## Discographie

### Albums studio
- 2013 : Trap Lord
- 2016 : Always Strive and Prosper
- 2024 : Darold

### EP
- 2019 : Floor Seats (EP)
- 2020 : Floor Seats II (EP)

### Mixtapes
- 2012 : Lord$ Never Worry (avec A$AP Mob)
- 2014 : Ferg Forever
- 2017 : Still Striving

### Singles
- 2013 : Work, extrait de la mixtape Lord$ Never Worry
- 2013 : Work (Remix) (featuring A$AP Rocky, French Montana, Trinidad James et Schoolboy Q), extrait de l'album Trap Lord
- 2013 : Shabba (featuring A$AP Rocky), extrait de l'album Trap Lord
- 2014 : Doe-Active, extrait de la mixtape Ferg Forever
- 2016 : New Level (featuring Future), extrait de l'album Always Strive and Prosper
- 2016 : Back Hurt (featuring Migos), extrait de l'album Always Strive and Prosper
- 2017 : East Coast (featuring Remy Ma)
- 2017 : Nasty (Who Dat) (featuring Migos), extrait de la mixtape Still Striving
- 2017 : Plain Jane, extrait de la mixtape Still Striving
- 2019 : Floor Seats, extrait du Ep Floor Seats

### Apparitions
- 2010 : Get High (A$AP Rocky featuring A$AP Ferg), extrait de la mixtape Deep Purple
- 2011 : Kissin' Pink (A$AP Rocky featuring A$AP Ferg), extrait de l'album Live. Love. ASAP
- 2012 : Harlem to Texas (OG Che$$ featuring A$AP Ferg)
- 2012 : Home (OG Che$$ featuring A$AP Ferg)
- 2012 : Harlem Envy (Perrion featuring A$AP Ferg et Slim Dollars) extrait de la mixtape From Paris With Love
- 2013 : love2K (Kilo Kish featuring Smash Simmons et A$AP Ferg), extrait de la mixtape K+
- 2013 : Ghetto Symphony (A$AP Rocky featuring A$AP Ferg et Gunplay), extrait de l'album Live. Love. ASAP
- 2013 : Max Julien (Funkmaster Flex featuring A$AP Rocky et A$AP Ferg), extrait de la mixtape Who You Mad At? Me or Yourself?
- 2013 : Trap Lords (Funkmaster Flex featuring Bodega Bamz et A$AP Ferg), extrait de la mixtape Who You Mad At? Me or Yourself?
- 2013 : Take It Easy (Peter Rosenberg featuring A$AP Rocky), extrait de la mixtape New York Renaissance
- 2013 : Uptown (Travis Scott featuring A$AP Ferg), extrait de la mixtape Owl Pharaoh il montre qu'il est beau
- 2013 : Say Amen (Bodega Bamz featuring A$AP Ferg), extrait de la mixtape Strictly 4 My P.A.P.I.Z.
- 2013 : Bossin Up (Kid Ink featuring French Montana et A$AP Ferg), extrait de l'EP Almost Home
- 2013 : Click Clack (DJ Drama featuring YG et A$AP Ferg), extrait de la mixtape Mr. Sold Out Pt. 25
- 2013 : So Cold (Da$h featuring A$AP Nast et A$AP( Ferg), extrait de la mixtape V.I.(C.E.S
- 2013 : Smoke Signals (Audobon featuring A$AP Ferg), extrait de la mixtape Hotel Audubon
- 2013 : More Champagne (DJ Whoo Kid featuring Wiz Khalifa, Problem et A$AP Ferg)
- 2014 : Hands on Me (Ariana Grande featuring A$AP Ferg), extrait de l'album My Everything
- 2014 : Voices in My Head (SBTRKT featuring A$AP Ferg & Warpaint), extrait de l'album Wonder Where We Land